# البطولات الوطنية الأمريكية 1965 (كرة مضرب)
قائمة بالأبطال في 1965 البطولات الوطنية الأمريكية لكرة المضرب (المعروفة الآن باسم أمريكا المفتوحة):

## الكبار

### فردي رجال
مانويل سانتانا هزم  كليف درايسديل 6-2 7-9 7-5 6-1

### فردي سيدات
مارغريت سميث كورت هزم  بيلي جين كينغ 8-6, 7-5